# Hachimi Nait-Djoudi
Pour les articles homonymes, voir Djoudi.
Hachimi Nait-Djoudi (1946-2001) est un homme politique algérien, chirurgien de formation, militant de l'amazighité, membre fondateur de la première Ligue algérienne de défense des droits de l'homme, dirigeant du Front des forces socialistes (FFS) et ministre sous la présidence de Mohamed Boudiaf.

## Biographie
Hachimi Nait-Djoudi est né le 7 octobre 1946 à Djemâa-Saharidj, en Kabylie (Algérie). Chirurgien de formation, il exerce en Algérie et en France, à l'Hôpital Ambroise-Paré (Boulogne-Billancourt).
Il adhère au Front des forces socialistes (FFS) en 1974, quand ce parti est encore clandestin. En 1980, alors qu'il se trouve en France, il soutient activement le mouvement pour la reconnaissance de l'identité amazighe. Trois ans plus tard il rentre en Algérie où il participe à la création de la première Ligue algérienne de défense des droits de l'homme. Il en devient secrétaire général adjoint. En 1985, il est arrêté pour ses activités oppositionnelles. Il est traduit devant la Cour de Sûreté de l'État de Médéa qui le condamne à deux ans de prison.
Après l'assassinat d'Ali Mécili à Paris, le 7 avril 1987, il devient numéro deux du FFS aux côtés de Hocine Aït Ahmed, dont il prépare activement la rentrée en Algérie (décembre 1989). Après la légalisation du parti, il en devient secrétaire général jusqu'au premier congrès, en 1991. L'année suivante, il est nommé ministre des transports et des télécommunications sous la présidence de Mohamed Boudiaf. Il quitte le gouvernement après l'assassinat de celui-ci le 29 juin 1992.
Il est décédé le jeudi 29 novembre 2001 à l'Hôpital de la Salpêtrière à Paris, au cours d'une opération de chirurgie cardio-vasculaire.